# Yorktown (Virginia)
 For alternative betydninger, se Yorktown. (Se også artikler, som begynder med Yorktown)
Yorktown er et boligområde i York County i Virginia i USA. Bydelen har 221(2020) indbyggere. 
Det er mest kendt for at være stedet hvor general Charles Cornwallis overgav sig til general George Washington i 1781. Selv om krigen varede i endnu et år, gjorde dette britiske nederlag i belejringen af Yorktown i realiteten slut på den amerikanske uafhængighedskrig. Yorktown var også vigtig i den amerikanske borgerkrig (1861-1865) da det tjente som en betydelig havn for at forsyne både nordlige og sydlige landsbyer, alt efter hvem som kontrollerede Yorktown.